# 学校法人武蔵野音楽学園
学校法人武蔵野音楽学園（がっこうほうじんむさしのおんがくがくえん）は、日本の学校法人。

## 設置校
- 武蔵野音楽大学
- 武蔵野音楽大学附属高等学校
- 武蔵野音楽大学附属幼稚園
- 武蔵野音楽大学附属音楽教室

## 廃止校
- 武蔵野音楽大学短期大学部

## 歴代理事長
- 福井直秋
- 福井直弘
- 福井直俊